# Colin Killoran
Colin Killoran (キローラン 木鈴 Killoran Colin?, nacido el 7 de abril de 1992 en Tokio) es un exfutbolista japonés. Jugaba de defensa y su último club fue el Blaublitz Akita de Japón.

## Trayectoria

### Clubes
| Club                | País  | Año         |
| ------------------- | ----- | ----------- |
| Tokyo Verdy         | Japón | 2011 - 2015 |
| Giravanz Kitakyushu | Japón | 2012        |
| Blaublitz Akita     | Japón | 2015        |

## Estadística de carrera

### J. League
| Club                | Año   | J. League | J. League | Copa J. League | Copa J. League | Total | Total |
| Club                | Año   | Part.     | Goles     | Part.          | Goles          | Part. | Goles |
| ------------------- | ----- | --------- | --------- | -------------- | -------------- | ----- | ----- |
| Tokyo Verdy         | 2011  | 0         | 0         | -              | -              | 0     | 0     |
| Giravanz Kitakyushu | 2012  | 29        | 3         | -              | -              | 29    | 3     |
| Tokyo Verdy         | 2013  | 3         | 0         | -              | -              | 3     | 0     |
| Tokyo Verdy         | 2014  | 1         | 0         | -              | -              | 1     | 0     |
| Tokyo Verdy         | 2015  | 0         | 0         | -              | -              | 0     | 0     |
| Blaublitz Akita     | 2015  | 11        | 0         | -              | -              | 11    | 0     |
| Total               | Total | 44        | 3         | 0              | 0              | 44    | 3     |